# کیبونگه مافو
کیبونگه مافو (انگلیسی: Kibonge Mafu؛ زادهٔ ۱۲ فوریهٔ ۱۹۴۵) بازیکن فوتبال اهل جمهوری دموکراتیک کنگو بود.
از باشگاه‌هایی که در آن بازی کرده‌است می‌توان به باشگاه فوتبال ویتا اشاره کرد.
وی همچنین در تیم ملی فوتبال زئیر بازی کرده‌است.